# Quạ Úc
Quạ Úc, tên khoa học Corvus coronoides, là một loài chim trong họ Corvidae.
Đây là loài bản địa từ phần lớn miền nam và đông bắc Australia. Với chiều dài 46–53 cm, loài này có bộ lông, mỏ và miệng toàn màu đen, cũng như chân và bàn chân màu đen xám mạnh mẽ.
Nicholas Aylward Vigors và Thomas Horsfield đã mô tả quạ Úc vào năm 1827, tên loài của nó (coronoides) nêu bật sự tương đồng của loài này với loài quạ đen (C. corone). Hai phân loài được công nhận, khác nhau đôi chút về các cuộc gọi và khá khác nhau về mặt di truyền.
Môi trường sống ưa thích là rừng cây mở và các khu vực chuyển tiếp. Loài quạ này thích nghi tốt với môi trường đô thị và là một loài chim thành phố phổ biến ở Sydney, Canberra và Perth. Một nguồn cung cấp ăn tạp và cơ hội, chúng ăn nhiều loại thực vật và động vật, cũng như chất thải thực phẩm từ các khu vực đô thị. Ở miền đông Australia, phạm vi của nó có mối tương quan mạnh mẽ với sự hiện diện của cừu và nó đã bị đổ lỗi cho việc giết cừu. Tuy nhiên, điều này rất hiếm, và loài quạ này thường nhặt rác để sinh con và động vật chết non cũng như phân cừu mới sinh. Quạ Úc có tính lãnh thổ, với các cặp thường gắn kết suốt đời. Mùa sinh sản diễn ra giữa tháng Bảy và tháng 9.
Chiều dài thân 46 chiều dài 53 cm với sải cánh 100 cm và nặng khoảng 650 g, quạ Úc trưởng thành có mỏ màu đen, miệng và lưỡi và chân và bàn chân đen hoặc xám đen cứng cáp. đùi có lông hoàn toàn và bàn chân dài, và bàn chân to và khỏe. Chúng có móng mắt. Bộ lông có độ bóng với màu xanh lam tím đến xanh lam, xanh lục trên các miếng che tai, tùy thuộc vào ánh sáng. Mặt dưới không bóng.

## Phân loài
- C. c. coronoides, phân loài chỉ định phân loài phía đông, được tìm thấy trên hầu hết miền đông Australia.[3] Phạm vi của nó cũng tương quan cao với sự hiện diện của cừu. Điều này được cho là do tần suất của động vật chết, có thể là một nguồn thực phẩm quan trọng. Nhà nghiên cứu về loài chim Ian Rowley cho rằng các phân loài phía đông đang mở rộng về phía đông trước thời thuộc địa châu Âu, và điều này cho thấy nó có nguồn gốc trẻ hơn các phân loài phương tây, có vẻ không di chuyển. Sự ra đời của nông nghiệp tạo điều kiện lan rộng hơn nữa.[6]
- C. c. perplexus, phân loài phía tây, xuất hiện từ đầu của Vịnh Đại Úc ở Nam Úc về phía tây vào Tây Úc nơi giới hạn phía bắc của nó là vịnh Shark và tuyến mulga-eucalypt.[3] Nó ít chuyên biệt hơn trong môi trường sống của nó, vì nó không chia sẻ phân bố của nó với con quạ nhỏ và dường như không tương quan với phạm vi của cừu.[6] Phân loài phía tây có tiếng gọi thấp hơn một chút so với phân loài phía đông,[7] với sự tương đồng với tiếng gọi của con quạ nhỏ. Với kích thước nhỏ hơn về tổng thể, nó có hóa đơn thanh mảnh hơn và các bản hack ngắn hơn. Mặt khác, không có sự khác biệt về bộ lông.[8] Chim trung gian được tìm thấy trong bán đảo Eyre, dãy núi Gawler và vùng lân cận của Lake Eyre ở Nam Úc.[3]